# Lana, fashion blogger
Lana, fashion blogger (Yo quisiera) è una telenovela spagnola per ragazzi, prodotta da Claro e Mediaset España e trasmessa dal 9 novembre 2015 su Divinity.
Il 4 gennaio 2016 è stata confermata la produzione di una seconda stagione che va in onda nel 2018.
In Italia, la prima stagione è trasmessa dal 18 aprile 2016 su La5. La seconda stagione è ancora inedita.

## Trama
Lana è una ragazza di 16 anni amante della moda. Attraverso il blog 'Yo Quisiera' riesce a diventare famosa, pur mantenendo la propria identità anonima. 

## Episodi
| Stagione         | Episodi | Prima TV Spagna | Prima TV Italia |
| ---------------- | ------- | --------------- | --------------- |
| Prima stagione   | 48      | 2015-2016       | 2016            |
| Seconda stagione | 40      | 2018            | inedita         |

## Personaggi e interpreti
- Lana Madero, interpretata da Lucía Gil.

È una ragazza sedicenne molto intelligente, gestisce il blog "Yo Quisiera" in anonimo ed ama cantare. Ha due migliori amiche Mara e Julieta. Si innamora di André un ragazzo più grande di 5 anni. 
- André Vegas, interpretato da Christian Sánchez.

È il barista del bar della scuola di Lana, h 21 anni, è un cantante fantastico, si farà aiutare da Lana che gli farà da comunity manager. Suo padre è un regista ma non è in buoni rapporti con lui. All'inizio ha una ragazza Patricia ma dopo la lascerà perché pensa che lo stia usando.
- Maria, interpretata da Natalia Rodríguez.

È la migliore amica di Lana. Molto vivace e solare. All'inizio si metterà con Nico ma a causa delle differenze tra i due si lasceranno, si metterà co Ricky, il migliore amico di Nico.
- Julieta, interpretata da Barbara Sínger.

È un'altra delle migliori amiche di Lana. Verso fine di stagione si metterà con Nico e litigherà con Maria.
- Camila, interpretata da Renata Notni.

La bulla della scuola, è una elle ragazze che segue il blog di Lana ma a scuola la sminuisce sempre. La sua migliore amica è Natalia con la quale litigherà ma faranno pace.
- Natalia Sofía, interpretata da Andrea de Pablos.

La migliore amica di Camilla, è molto vivace e litiga molto con il fratellino. Quando litigherà con Camilla si avvicinerà a Elena; ha una cotta per Pablo, il migliore amico di Diego.
- Diego Madero, interpretato da Jaime Olías.

Il fratello di Lana alla quale vuole molto bene, è appassionato di videogame. Ha un migliore amico, Pablo, con il quale passa molto tempo. Piano piano comincerà ad innamorarsi di Elena.
- Pablo, interpretato da Martín Barba.

Migliore amico di Diego, ha una cotta per Lana.
- David, interpretato da Joel Bosqued.

Il bullo della scuola, ed è figlio del preside della scuola, è molto fastidioso e rende la vita impossibile a Gustavo. Ha una cotta per Camilla
- Elena, interpretata da Maria Hinojosa.

La "secchiona" della scuola. Farà un cambio di look quando Camilla avrà bisogno di lei. Ha una cotta per Diego.
- Nicolás "Nico", interpretato da Mikel Iglesias.

È un amico di Lana, si metterà con Maria ma dopo la lascerà mettendosi con Julieta.
- Ricky, interpretato da Gerard Martí.

È il migliore amico di Nico, aiutando l'amico con Maria si innamorerà di lei.
- Patricia, interpretata da Carla Medina

È la ragazza di André, pensa di essere brava a recitare ma non è così; Andrè la lascerà perché pensa che lo stia usando.
- Claudia, interpretata da Isabel Burr.

La psicolaga della scuola, il suo ragazzo Miguel la tradisce ma lei la perdona. Si avvicinerà molto a Gustavo.
- Gustavo, interpretato da Rafael Reaño.

Il bidello della scuola, si innamora di Claudia.
- Nestor, interpretato da Pablo Raya.

È il proprietario del locale "Microfono Aperto"
- Lope, interpretato da Víctor Palmero.

È un vecchio amico di Nestor che è innamorato di lui.
- Miguel, interpretato da Rodrígo Cuevas.

Il ragazzo di Claudia.
- Raúl, interpretato da Santi Díaz.

Il fratellino di Natalia, appassionato di alieni.
- Jorge, interpretato da Fernando Gil.

Il papà di Lana che compare solo quando ha bisogno di soldi.
- Víctor Vegas, interpretato da Alberto San Juan.

Il padre di André.
- Isabel Madero Montesinos, interpretata da Natalia Millán.

La mamma di Lana.